# Baham (Syria)
Baham (arab. بهم) – wieś w Syrii, w muhafazie As-Suwajda. W 2004 roku liczyła 508 mieszkańców.